# Alex Reese
Alex Reese, né le  21 mai 1999 à Pelham dans l'Alabama, est un joueur américain de basket-ball évoluant aux postes d'ailier fort et pivot.

## Biographie

### Carrière universitaire
Entre 2017 et 2021, il joue pour le Crimson Tide de l'Alabama.

### Carrière professionnelle

#### Thunder d'Oklahoma City (2024)
En octobre 2024, il s'engage avec le Thunder d'Oklahoma City. Il est coupé le 31 octobre 2024.

#### 76ers de Philadelphie (février-juillet 2025)
En février 2025, il signe un contrat two-way avec les 76ers de Philadelphie. Il est coupé début juillet 2025.